# Meisterwerk 1
Meisterwerk 1 – pierwsza część kompilacji brytyjskiego zespołu My Dying Bride zawierająca utwory z lat 1990–1999 podsumowująca dotychczasowy dorobek zespołu. Wydana 7 listopada 2000 roku przez wytwórnię płytową Peaceville.

## Lista utworów
| Nr | Tytuł utworu                                    | Długość |
| -- | ----------------------------------------------- | ------- |
| 1. | „Symphonaire Infernus et Spera Empyrium” (demo) | 8:55    |
| 2. | „The Crown of Sympathy”                         | 12:11   |
| 3. | „The Grief of Age” (demo)                       | 4:10    |
| 4. | „A Kiss to Remember”                            | 7:32    |
| 5. | „Grace Unhearing” (Portishell Mix)              | 7:07    |
| 6. | „For You”                                       | 6:37    |
| 7. | „Unreleased Bitterness”                         | 7:42    |
| 8. | „Sear Me III”                                   | 5:27    |
| 9. | „The Cry of Mankind” (teledysk)                 | 4:36    |
|    |                                                 | 1:04:17 |

## Twórcy
- Aaron Stainthorpe – śpiew
- Andrew Craighan – gitara, gitara basowa
- Calvin Robertshaw – gitara (utwory 1-7, 9)
- Hamish Glencross – gitara (utwór 8)
- Adrian Jackson – gitara basowa (utwory 2, 4-9)
- Rick Miah – perkusja (utwory 1-7, 9)
- Martin Powell – skrzypce, instrumenty klawiszowe (utwory 1-7, 9)
- Shaun Steels – perkusja (utwór 8)
- Jonny Maudling – instrumenty klawiszowe (utwór 8)